# Barbudo-de-dez-barbas
O barbudo-de-dez-barbas (Galeoides decadactylus) é uma espécie de peixe actinopterígeo pertencente à família Polynemidae
É um peixe demersal, de águas pouco profundas, habitando os fundos arenosos e lodosos. Ocorre no leste do Oceano Atlântico.
É utilizado na alimentação, em estado fresco, salgado ou fumado.
Pode atingir os 50 cm de comprimento.

## Denominações em países de língua portuguesa
- Cabo Verde
  - Barbo
  - Barbudo-de-dez-barbas
- Portugal
  - Barbudo-de-dez-barbas
  - Capitão-barbudo
- Guiné-Bissau
  - Barbinho
- São Tomé e Príncipe
  - Barbudo

## Sinonímia
- Polynemus decadactylus
- Galeoides polydactylus
- Polynemus polydactylus
- Polynemus enneadactylus
- Polynemus astrolabi